# Jagdstaffel 53
A Jagdstaffel 53, conhecida também por Jasta 53, foi um esquadra de aeronaves da Luftstreitkräfte, o braço aéreo das forças armadas alemãs durante a Primeira Guerra Mundial. A esquadra obteve 20 vitórias aéreas.

## Aeronaves
- Albatros D.V
- Pfalz D.III
- Pfalz D.XII
- Fokker Dr.I
- Fokker D.VII